# 南岳 (斜里町・羅臼町)
南岳（みなみだけ）は、北海道の斜里郡斜里町と目梨郡羅臼町の2町にまたがる標高1,459mの山である。

## 概要
知床連峰の中央部に位置し、知床硫黄山・知円別岳の南にある。主脈上の山で羅臼岳から知床硫黄山への縦走路が整備されており難易度は高くないため目立たない山で、この山を目的に登る人はめったにいない。また南岳の南側には天の池と地の池の2つで構成された湿地帯の二ツ池があり、知床縦走におけるキャンプ地の一つとなっている。かつては湿地帯を通るルートがあったが雪解け水によりぬかるむため登山者はぬかるみを避けハイマツ帯のルートを通るようになったことに加え、植生保護も兼ねて現在は湿地帯を避けるルートに設定されている。